# Powiat Miśnia (1996–2008)
Powiat Miśnia (niem. Landkreis Meißen) − były powiat w rejencji Drezno, w niemieckim kraju związkowym Saksonia, 1 sierpnia 2008 został wcielony do nowego powiatu Miśnia.
Stolicą powiatu Miśnia była Miśnia.

## Podział administracyjny
| Miasta 1. Coswig (22.189) 2. Lommatzsch (5.739) 3. Miśnia (28.081) 4. Nossen (7.406) 5. Radebeul (33.116) 6. Radeburg (7.886) Wspólnota administracyjna - Wspólnota administracyjna Ketzerbachtal; gmina Ketzerbachtal i Leuben-Schleinitz | Gminy 1. Diera-Zehren (3.786) 2. Käbschütztal (2.926) 3. Ketzerbachtal (2.859) 4. Klipphausen (6.163) 5. Leuben-Schleinitz (1.538) 6. Moritzburg (8.169) 7. Niederau (4.190) 8. Triebischtal (4.588) 9. Weinböhla (10.170) |